# Netzstrumpf

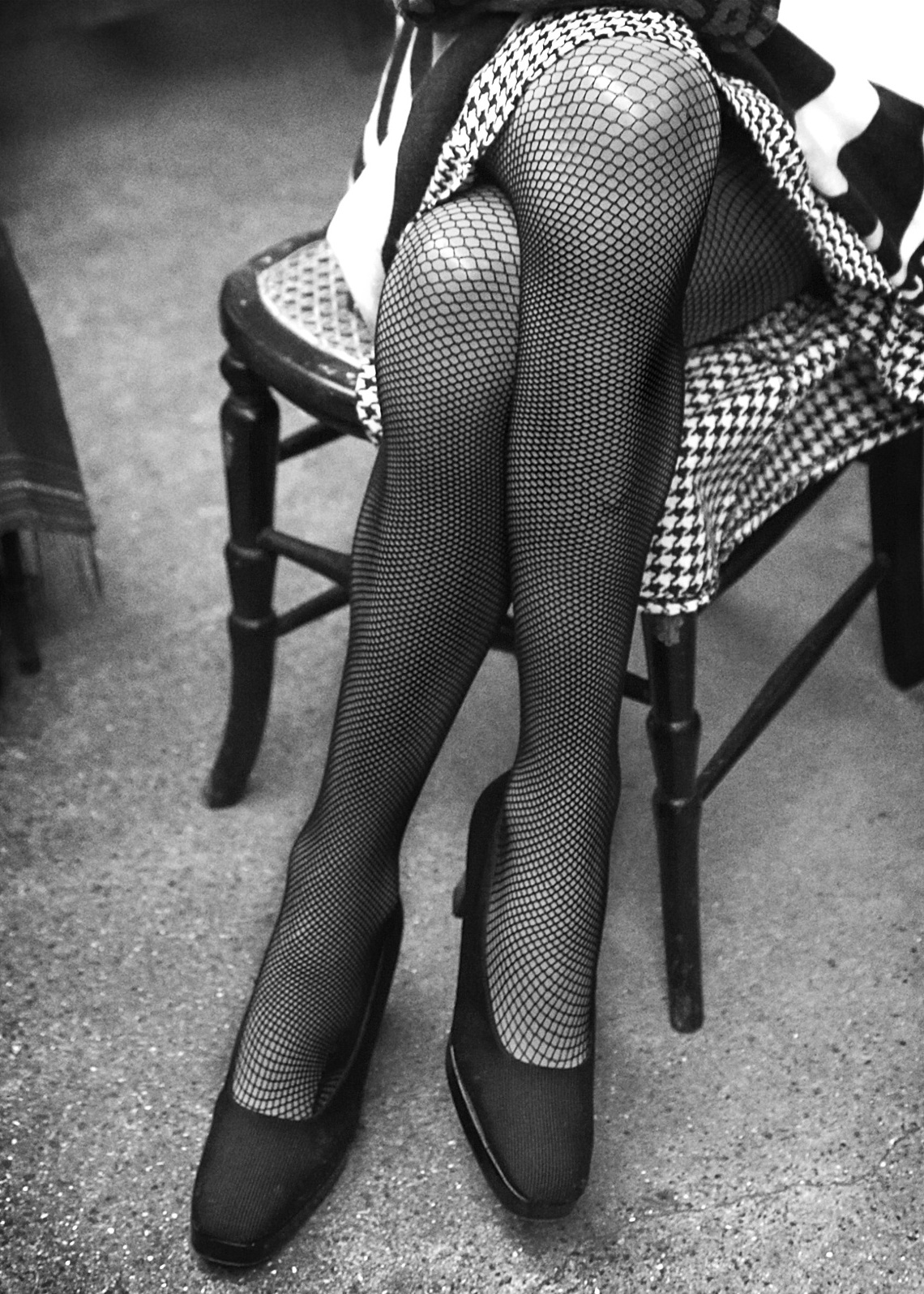
Schwarze Netzstrumpfhose

Netzstrümpfe, auch Ajour-Strümpfe genannt, waren ursprünglich Webwaren bzw. Maschenwaren aus Baumwolle, von grober Loch- bzw. Fischnetzmusterung bis zu sehr feiner Häkel-Optik, die durch spezielle Dreherbindungen und die Verschiebung einer Masche auf die nächste Nadel hergestellt werden.

## Eigenschaften und Zusammensetzung

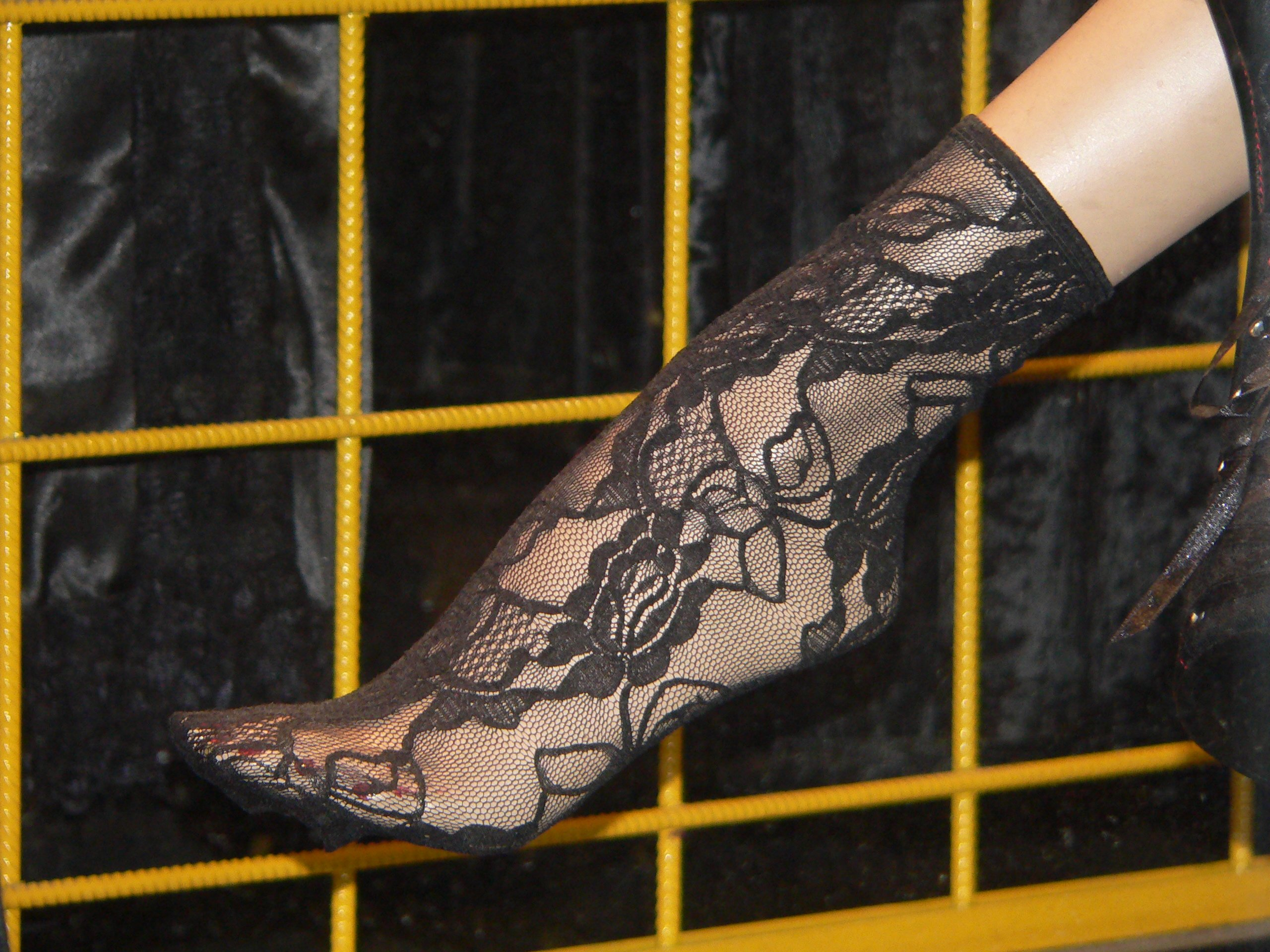
Kurze Netzstrümpfe mit Stickerei

Die ersten Netzstrümpfe waren schwarz und ajour-gestickt.
Unter klassischer Ajour-Technik versteht man eine Stickerei, bei der mit einem Faden locker gewebte Stofffäden zusammengezogen werden, dabei entstehen Durchbrüche. Die Ränder zum Anstrapsen (der Abschlussbund) müssen nicht versäubert werden, da die Durchbrüche nur durch das Zusammenziehen der Fäden erreicht werden; außerdem wird ein Spitzenabschluss eingearbeitet. Mit unterschiedlichen Stichvariationen erreicht man unterschiedliche Arten von Durchbrüchen, die dann noch mit weiteren Spitzenstichen gefüllt werden können.
Heutzutage werden Netzstrümpfe maschinell und vollautomatisch aus starken Elasthan- bzw. Polyamid-Fäden oder haltbarer Naturfaser wie 10 bis 20-Denier-Edelseide bzw. Schur- und Baumwolle hergestellt (während Nylonstrümpfe aus hauchzarten Microfasern wie Nylon, Polyester und Acryl bestehen). Die verschiedenen Fasern, Microfasern inklusive, kann man miteinander mischen. Moderne Netzstrümpfe werden mit oder ohne Ziernaht an der Beinrückseite (in 1950er Jahre Nostalgieoptik, ggf. mit Strasssteinen besetzt), mit verstärkter (Hoch-)Ferse (die hochgezogene so genannte „Cubaferse“), Sohle und Fußspitze in allen denkbaren – auch sehr extravaganten – Farben hergestellt. Sie sind in der Regel elastisch, vorgeformt (perfekt auf die Anatomie der Beine abgestimmt), oberschenkellang, halterlos (stay up) und mit einem rutschfesten Spitzenabschluss versehen. Netzstrümpfe variieren in allen Längen zwischen Söckchen bis hinauf zum Beinansatz und mit integrierten Trägern (statt Strapse) bis zur Taille – oder mit (meist blickdichtem) Höschenteil sowie „ouvert“ als Strumpfhose. Populär sind das Stretch-Grobnetz (das so genannte Chanson-Rautenmuster), das raffinierte Spinnennetz-Muster und das schräg verlaufende Ringel-Design.
Netzstrümpfe im engeren Sinne – ähnlich wie Nylonstrümpfe – bedecken im Unterschied zu einer Strumpfhose nicht das Gesäß.

## Geschichte des Netzstrumpfs

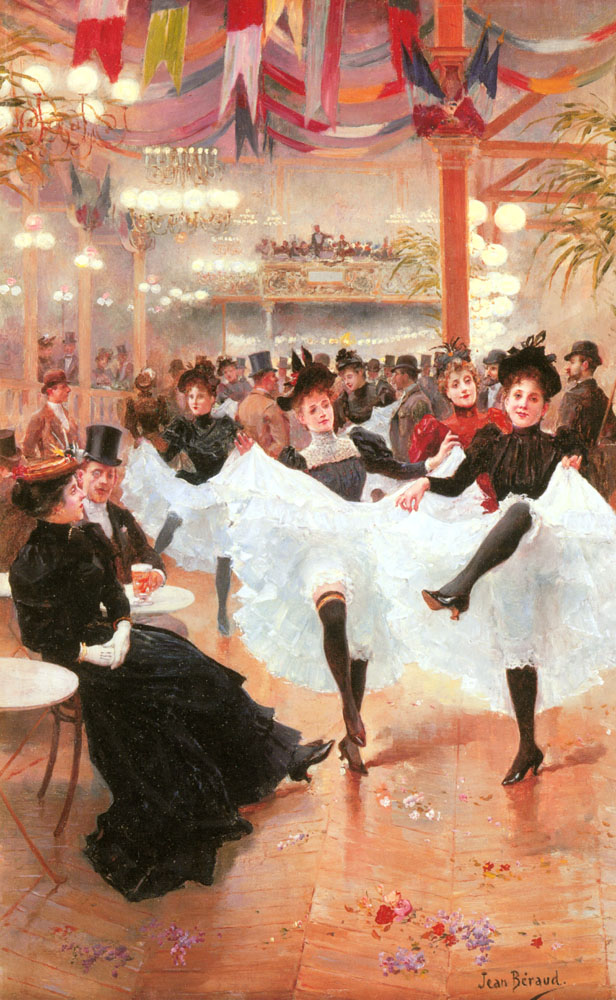
Jean Béraud: Le Cafe de Paris, Cancan-Tänzerinnen

Erfunden wurden Netzstrümpfe um 1890 in Frankreich. Die genaue Herkunft ist unklar, der Cancan in Paris machte sie weltberühmt. Es waren kurze, schwarze Strümpfe, oft mit roter Schleife am Saum und/oder am Knöchel (Strumpfband), die unter den weißen Unterröcken der Tänzerinnen für Furore sorgten. Vorläufer waren die Petinetstrümpfe, Strümpfe mit Durchbruchmuster, die zunächst auf handbetriebenen Flachstrickmaschinen und dann, seit etwa 1880 auf Cottonmaschinen halbautomatisch hergestellt wurden. Nicht nur die Tänzerinnen in Paris trugen die Netzstrümpfe, auch die Kokotten. Es spielte deshalb nicht nur Stolz, sondern auch unterdrückte Furcht mit, wenn die Geschichtsbücher vermerken, dass in den USA 1908 das erste Paar Netzstrümpfe aus Paris eintraf.
Lange Zeit schickte es sich nicht, Netzstrümpfe in der Öffentlichkeit herzuzeigen – es sei denn im Karneval, wenn die bürgerlichen Konventionen außer Kraft gesetzt sind.
Netzstrümpfe sind auch mit dem Netzschleier verwandt, den die Damen der Gesellschaft in der Belle Epoque vor dem Gesicht trugen.

## Kulturelle Verbreitung

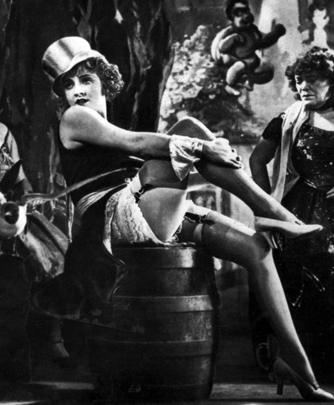
Marlene Dietrich in Der blaue Engel

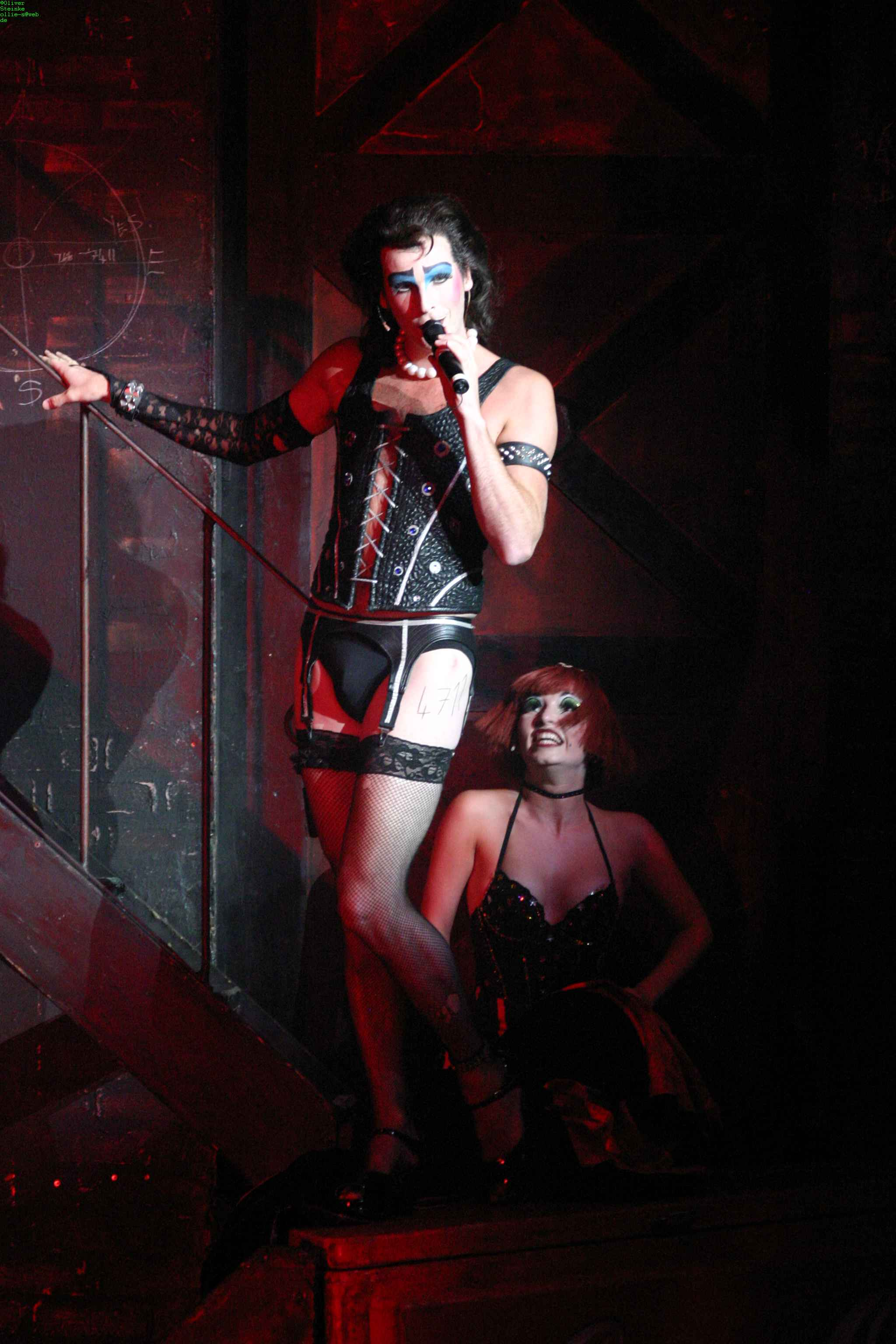
The Rocky Horror Show

Netzstrümpfe sind bis heute ein unersetzliches Utensil in Kabarett-Shows und Tingeltangel-Revuen – neben Glitzerschmuck, Federboas, langen Handschuhen, High-Heels, Goldhöschen, Strapsen und Roben. Als Marlene Dietrich ihre Welterfolge Ich bin von Kopf bis Fuß auf Liebe eingestellt, Nimm dich in acht vor blonden Frau'n und andere bis heute bekannte Chansons sang, trug sie auf der Bühne Netzstrümpfe. In dem berühmten Film Der blaue Engel stellte sie diese ebenfalls öfter zur Schau. Es gibt Probeaufnahmen von Marilyn Monroe für den Film Blondinen bevorzugt von 1953, wo sie in einer Art Ganzkörpernetzstrumpf (Bodystocking) posiert. Das Monroe-Kostüm wurde aber verworfen, da es als zu gewagt galt. Ein Jahr später, im Western Fluss ohne Wiederkehr, liegt sie im Korsett auf einem Saloonklavier, der Rock ist aufgeschlagen und Marilyn Monroes Beine in Netzstrümpfen strecken sich dem Betrachter entgegen.
Eine der Ikonen der Transvestiten und der Schwulenbewegung – Frank N. Furter –  trägt in The Rocky Horror Picture Show Netzfeinstrümpfe mit Strumpfhaltern. Genau wie Helmut Berger, der in Viscontis Die Verdammten als „Lola“ Marlene Dietrich parodiert und das Lied Einen Mann, einen richtigen Mann singt.
In den 1960er Jahren trug in Europa das Model Twiggy schenkelhohe Netzstrümpfe – ebenso wie in den USA die andere stilbildende Vorzeigefigur Barbie.
In den 1970ern wurde die etablierte Bedeutung von Netzstrümpfen neu definiert. Aus Vivienne Westwoods Londoner Boutique „Sex“ gelangte Fetisch-Mode zur neuen Subkultur des Punk. Die Mädchen zerrissen sich ab 1976 die Netzstrümpfe und hielten sie mit Sicherheitsnadeln und Gummibändern zusammen. Das wirkte auf brave Bürger mehr als verrucht: Sie reagierten schockiert – wie früher. Auch in der Gothic-Szene werden schwarze Netzstrümpfe (teils zerrissen) bis heute als modisches Element bevorzugt. Dort hinein gelangten sie über die Punk- und Wave-Mode der späten 1970er und 1980er Jahre.
In den 1990er beförderte Madonna die Netzstrümpfe wieder an die glamouröse Oberfläche des Pop. Die Sängerin definierte Büstenhalter, Korsagen und Dessous als Damenoberbekleidung. In ihrem Auftreten geht es wieder um Körperlichkeit und offensiven Sex. Auf dem Plakat zu In Bed with Madonna liegt sie in Netzstrümpfen da, mit blondiertem Haar, als Monroe-Zitat.
Den bisher letzten Schub erhielt die Netzstrumpf-Industrie durch Nicole Kidman 2001. Ihr Film Moulin Rouge brachte Dessous, Absinth und Strümpfe erneut in Mode.

## Funktion des Netzes
Netzstrümpfe werden gern in der Sexindustrie sowie im weit gefassten Kontext der Erotik verwendet. Netzstrümpfe werden oft in Verbindung mit kurzen Röcken und hohen Schuhen getragen oder als modisches Element unter zerrissenen Hosen. Sie sind auch funktional, weil extrem luftdurchlässig und klimaregulierend, was der Schweißbildung vorbeugt und für ein angenehmes Tragegefühl sorgt.